# Åke Söhr
Åke Söhr, född 13 december 1921 i Eskilstuna, död 13 augusti 1995, var en svensk populärartist som hade sin storhetstid under 1950-talet och i början av 1960-talet.
Söhr började att sjunga i lokala sammanhang redan i unga år. Han skivdebuterade 1953 och gjorde cirka 170 låtar. Åke Söhrs mest kända inspelningar är Du svarte zigenare, Svarta ögon och inte minst Gotländsk sommarnatt (1960), som sålde i cirka 40 000 exemplar. Han deltog i Melodifestivalen 1959 med låten En miljon för dina tankar och kom på sista plats. Marcus Österdahl arrangerade 'NINOTCHKA' och 'Den röda sarafanen' för Åkes inspelning i maj 1965 på skivbolaget Cupol. Åke Söhr var också med och grundade två skivbolag, Dollar och Rival. Han är begravd på Klosterkyrkogården i Eskilstuna.